# 30/30-150
«30/30-150» — первый сингл американской метал-группы Stone Sour со второго студийного альбома Come What(ever) May. Песня номинировалась на премию Грэмми в категории «Best Metal Performance», однако награду получила композиция Eyes of the Insane, группы Slayer.

## Видеоклип
На видео поочередно появляются участники группы в чёрно-белом цвете на красном фоне с таймером. Цифры на заднем плане отсчитывают время оставшееся до конца клипа в десятых долях секунды, начиная с «30:30:150». Время от времени на заднем плане появляется часть лица Кори Тейлора.
Несмотря на то, что партии ударных для песни записывал Шеннон Ларкин, в клипе и на обложке сингла в роли ударника выступает Рой Майорга.

## Название
Название происходит от размера джинсов Тейлора (30/30) и веса (150 фунтов (68 кг)) в его школьные года. Причина, по которой песня названа так, состоит в том, что Кори чувствовал, как многие не верят в то, что он может представлять собой что-то, и, как было предложено в тексте, сейчас он доказывает обратное.

## Список композиций
| №  | Название           | Длительность |
| -- | ------------------ | ------------ |
| 1. | «30/30-150»        | 4:18         |
| 2. | «30/30-150» (Live) | 5:07         |
| 3. | «Reborn»           | 3:19         |

| №  | Название    | Длительность |
| -- | ----------- | ------------ |
| 1. | «30/30-150» | 4:18         |

## Участники записи
Stone Sour
- Кори Тейлор — вокал
- Джеймс Рут — гитара
- Джош Рэнд — гитара
- Шон Экономаки — бас-гитара
- Шеннон Ларкин — ударные